# María Dalila Espírito Santo
Maria Dalila Paula Silva Lourenço do Espírito Santo. (3 de mayo de 1951 (74 años) es una botánica, taxónoma, y profesora portuguesa. Ha trabajado extensamente sobre la flora vascular de Portugal. Pertenece al personal académico del Instituto Superior de Agronomía y del Jardín Botánico de Ajuda de la Universidad de Lisboa.

## Carrera
En 1987, obtuvo el doctorado en Biología (Genética y Epigenética de la planta) por el Instituto Superior de Agronomía de la Universidad Técnica de Lisboa, Portugal. En 1977, el grado en biología vegetal, por la misma casa de altos estudios.
Es investigadora Coordinadora del Cuadro del Instituto Superior de Agronomía de Investigación.Responsable Herbario João de Carvalho e Vasconcellos, el I. S. (desde 1992). Directora del Jardín Botánico de Ajuda desde febrero de 2002.
Ha sido Presidenta de la Asociación de Herbarios Ibero-Macaronésicos desde 2009 a 2016.

## Algunas publicaciones
- a.s. Róis, f. Sádio, o.s. Paulo, g. Teixeira, a.p. Paes, d. Espírito-Santo, t.f. Sharbel, ana d. Caperta. 2016. Phylogeography and modes of reproduction in diploid and tetraploid halophytes of Limonium species (Plumbaginaceae): evidence for a pattern of geographical parthenogenesis. Annals of Botany 117 (1): 37 - 39.

- ana Cortinhas, matthias Erben, ana paula Paes, dalila Espírito Santo, miguel Guara-Requena, ana d. Caperta. 2015. Taxonomic complexity in the halophyte Limonium vulgare and related taxa (Plumbaginaceae): insights from analysis of morphological, reproductive and karyological data. Annals of botany 115 (3): 369 - 383 resumen.

- ana sofia Róis, carlos m. Rodríguez López, ana Cortinhas, matthias Erben, dalila Espírito-Santo, michael j. Wilkinson, ana d. Caperta. 2013. Epigenetic rather than genetic factors may explain phenotypic divergence between coastal populations of diploid and tetraploid Limonium spp. (Plumbaginaceae) in Portugal. BMC Plant Biology 13 (1): 1 - 16.

- a.s. Róis, g. Teixeira, t.f. Sharbel, j. Fuchs, s. Martins, d. Espírito Santo, ana d. Caperta. 2012. Male fertility versus sterility, cytotype, and DNA quantitative variation in seed production in diploid and tetraploid sea lavenders (Limonium sp., Plumbaginaceae) reveal diversity in reproduction modes. Sexual Plant Reproduction 25 (4): 305 - 318. http://link.springer.com/article/10.1007%2Fs00497-012-0199-y#page-1

- j.c. Costa, c. Neto, c. Aguiar, j. Capelo, d. Espírito-Santo, j. Honrado, c. Pinto-Gomes, m. Sequeira, t. Monteiro-Henriques, m. Sequeira, m. Lousã, m.c. Lopes, p. Arsénio, r. Jardim, p. Alves, j.c. Antunes, m.d. Pereira, v. Silva, s. Ribeiro, n. Gaspar, h.n. Alves, c. Meireles, r. Caraça, e.p. Pereira, m. Martins, p. Bingre, c. Vila-Viçosa, p. Mendes, r.q. Canas, r.p. Ferreira, a. Bellu, j.d. Almeida, ana d. Caperta, t. Vasconcelos, et al. 2012. Plant communities of vascular plants of Portugal (Continental, Azores and Madeira). Global Geobotany 2: 1 - 180. http://hdl.handle.net/10174/7457

### Libros
- ESPÍRITO-SANTO, M. D. (1983). Chaves para a identificação de infestantes. Cent. Bot. Apl. Agric. da U. T. L., Lisboa, 55 p.

- MOREIRA, I., GUILLERM, J.-L., CAIXINHAS, L., ESPÍRITO-SANTO, M. D. & VASCONCELOS, T. (1986). Mauvaises herbes des vergers et vignes de l´ouest du bassin mediterranéen. Ediçión do Departamento de Botânica, Lisboa, subsidiada por la FAO, 185 p.

- MOREIRA, I., GUILLERM, J.-L., CAIXINHAS, L., ESPÍRITO-SANTO, M. D. & VASCONCELOS, T. (1986). Ervas daninhas das vinhas e pomares. Ed. Departamento de Botânica, subsidiada pela FAO, Lisboa , 191 p.

- ESPÍRITO-SANTO, M. D. (1988). Vegetação do Barrocal de Alte: (elenco florístico). Publicó Departamento de Botânica do Instituto Superior de Agronomía, 54 p.

- MOREIRA, I., GUILLERM, J.-L., CAIXINHAS, L., ESPÍRITO-SANTO, M. D. & VASCONCELOS, T. (1989). Malas hierbas de viñedos y frutales del oeste de la cuenca mediterránea. Ediçión del Departamento de Botânica, Lisboa, 193 p.

- ESPÍRITO-SANTO, M. D. (1989). Flora do litoral xistoso do Sudoeste meridional. Departamento de Botânica do Instituto Superior de Agronomía, 46 p.

- ESPÍRITO-SANTO, M. D. (1989). Flora do Barrocal algarvio ocidental: (do Burgau ao Cabo de S. Vicente). Departamento de Botânica do Instituto Superior de Agronomia, 55 p.

- MENZEL-TELLENBORN, H., NEUBAUER, H. F. & WUNSCH, W. (1991). Botânica I. Círculo de Leitores, 287 p. (tradujo y adaptó Caixinhas, L., Espírito-Santo, M. D., Vasconcelos, T. & Monteiro, A.)

- MENZEL-TELTENBORN, H., NEUBAUER, H. F., WUNSCH, W., CAIXINHAS, L., MONTEIRO, A., VASCONCELOS, T. & ESPÍRITO-SANTO, M. D. (1991). Botânica II. Círculo de Leitores, 268 p.

- ESPÍRITO-SANTO, M. D. & MONTEIRO, A. M. (1998). Infestantes das Culturas Agrícolas. Chaves de Identificação. A. D. I. S. A., Lisboa. 94 p.

- ALVES, J., ESPÍRITO-SANTO, D., COSTA, J. C., CAPELO, J. & LOUSÃ, M. (1998). Habitats naturais e seminaturais de Portugal Continental. Tipos de habitats mais significativos e agrupamentos vegetais característicos. I. C. N., Lisboa. 166 p.

- MOREIRA, I., VASCONCELOS, T., CAIXINHAS, L. & ESPÍRITO-SANTO, M. D. (2000). Ervas daninhas das vinhas e pomares. 2ª ed. actualizada. I. S. A. / D. P. C. A. 191 p.

- CRESPI, A.L., SAMPAIO E CASTRO, A. & BERNARDOS, S. (2005). Património Natural Transmontano. Flora da Região Demarcada do Douro.1. Morfologia e Conservação (c/ a colaboró M.D.Espírito-Santo). João Azevedo Ed. Mirandela.

- BINGRE, P., AGUIAR, C., ESPÍRITO-SANTO, D., ARSÉNIO, P. & Monteiro-Henriques, T.(coord. cient.) (2007). Guia de Campo. As árvores e os arbustos de Portugal Continental. 9 In: Sande Silva, J. (coord. ed.) Colecção "Árvores e Florestas de Portugal". LPN. FLAD/Público. Lisboa. 464 p.

- RIBEIRO, S., ESPÍRITO-SANTO, M.D. (2015). Dinâmica serial e contactos catenais das comunidades herbáceas anuais e vivazes do interior de Portugal continental (Beira Interior e Alentejo). Guineana 21: 1 - 221.

### Cap. de libros
- LOUSÃ, M., ESPÍRITO SANTO, D. & COSTA, J.C. (2007). Conservação da Natureza: 60 - 61; Enquadramento Bioclimático e Biogeográfico: 62-64. In: Magalhães, M.R. (Coordª). Estrutura Ecológica da Paisagem. Conceitos e Delimitação – escalas regional e municipal. Centro de Estudos de Arquitectura Paisagista – “Prof. Caldeira Cabral”. ISA – UTL. ISA.

- LOUSÃ, M., COSTA, J.C., ESPÍRITO-SANTO, D., MESQUITA, S. & REGO, T. (2007). Flora e Vegetação: 182-212. In: Magalhães, M.R. (Coordª). Estrutura Ecológica da Paisagem. Conceitos e Delimitação – escalas regional e municipal. Centro de Estudos de Arquitectura Paisagista – “Prof. Caldeira Cabral”. ISA – UTL. ISA

- CRAVIDÃO, A. & ESPÍRITO-SANTO, M.D. (2007). Jardim Botânico da Ajuda. In: Olivé, B. (coord.) Jardines Botánicos de España y Portugal: 345-356 Ed. Asociación Ibero-Macaronésica de Jardines Botánicos. Publ. Universidad de Alcalá de Henares. Alcalá de Henares.

- La abreviatura «Esp.Santo» se emplea para indicar a María Dalila Espírito Santo como autoridad en la descripción y clasificación científica de los vegetales.[5]